# Boydell & Brewer
Boydell & Brewer ist ein englischsprachiger Buchverlag mit Sitz in Woodbridge, Suffolk in England, der sich auf die Veröffentlichung historischer und literaturwissenschaftlicher Werke spezialisiert hat.

## Bücher
Neben Publikationen zur britischen und allgemeinen Geschichte gibt das Unternehmen auch drei Buchreihen heraus. Diese Reihen – Studien, Editionen und Übersetzungen – enthalten Material, das thematisch der Artussage gewidmet ist. Es gibt auch Reihen, die den Studien in mittelalterlicher deutscher und französischer Literatur, dem spanischen Theater oder frühen englischen Texten gewidmet sind. Je nach Thema werden die Bücher im Verlag entweder Woodbridge, Cambridge (UK), oder Rochester, New York, zugeordnet, wo sich das Hauptbüro von Boydell & Brewer in Nordamerika befindet. Zu den Imprints gehören bei Boydell & Brewer: D. S. Brewer, Camden House, das hispanistische Programm Tamesis Books ("Tamesis" ist die spanische Version der Themse, die durch London fließt), die University of Rochester Press, James Currey und York Medieval Press.

## Gründung
Die Firma wurde 1978 von den Historikern Richard Barber und Derek Brewer mitbegründet, indem die von ihnen jeweils gegründeten Firmen Boydell Press und D. S. Brewer fusionierten.
Stellvertretend  für Camden House, die University of Rochester Press, James Currey und Tamesis Books veröffentlichen und vertreiben Boydell & Brewer für die Victoria County History, die Royal Historical Society, die London Record Society und die Scottish Text Society sowie mehrere andere Societies.